# Pherocera nigragena
Pherocera nigragena är en tvåvingeart som beskrevs av Irwin 1983. Pherocera nigragena ingår i släktet Pherocera och familjen stilettflugor. Inga underarter finns listade i Catalogue of Life.